# Ravni (Raša)
Pour les articles homonymes, voir Ravni.
Ravni (en italien : Ravine) est une localité de Croatie située en Istrie, dans la municipalité de Raša, dans le comitat d'Istrie. En 2001, la localité comptait 60 habitants.

## Démographie
| 1948 | 1953 | 1961 | 1971 | 1981 | 1991 | 2001 |
| ---- | ---- | ---- | ---- | ---- | ---- | ---- |
| 104  | 91   | 81   | 70   | 47   | 48   | 60   |